# 艾因布亞希耶
36°17′N 1°46′E / 36.283°N 1.767°E
艾因布亞希耶（阿拉伯语：‎），是阿爾及利亞的城鎮，位於該國北部艾因迪夫拉省，由阿巴迪耶區負責管轄，面積128平方公里，2008年人口16,213，人口密度每平方公里127人。